# Lückenschluss

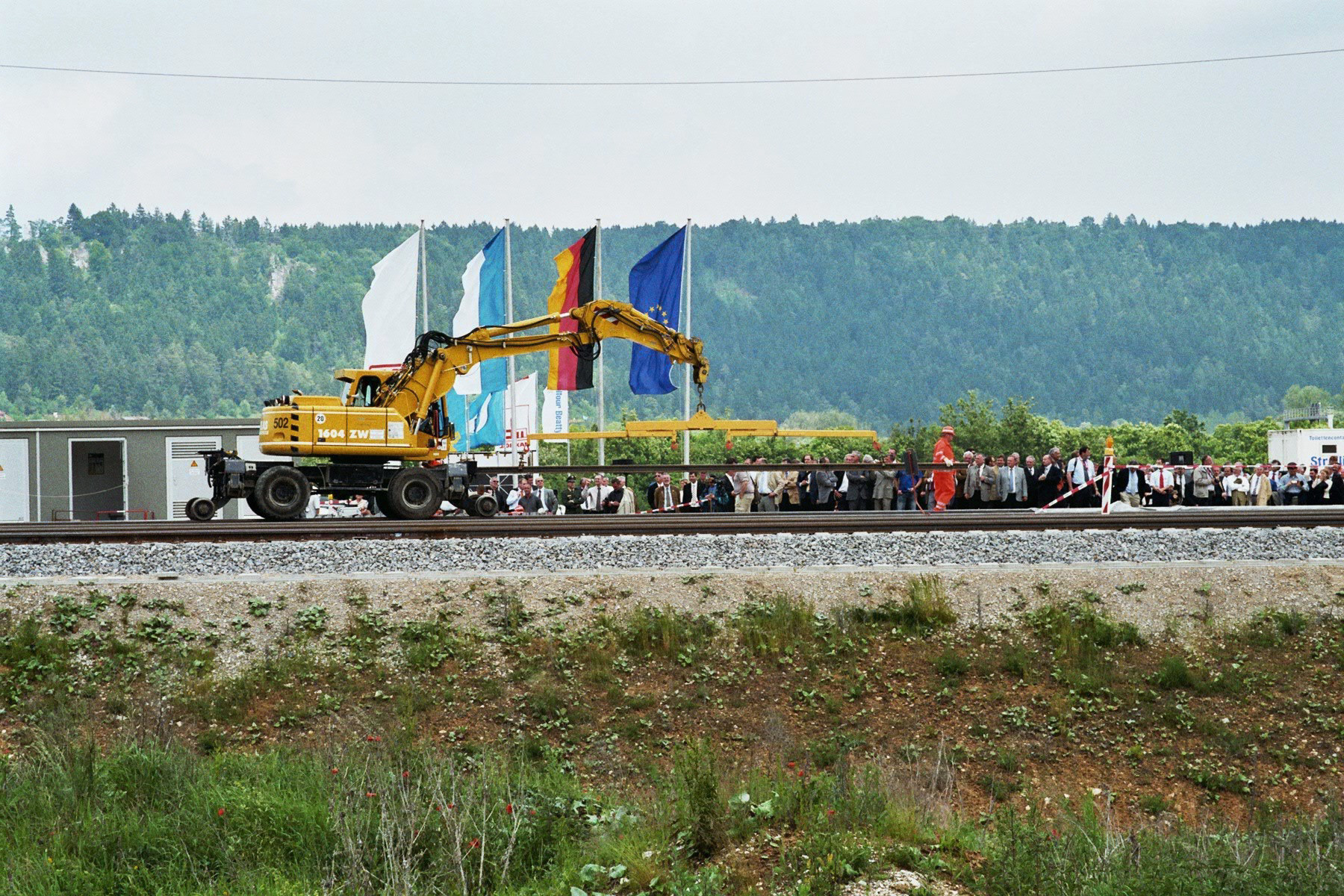
Lückenschluss der Schnellfahrstrecke Nürnberg–Ingolstadt im Bahnhof Kinding (Altmühltal) (2005)

Unter einem Lückenschluss wird im allgemeinen Sprachgebrauch der weitere Verkehrswegebau im bestehenden Netz verstanden. Der Begriff kann implizieren, dass der Sprecher ein Schließen der Lücke für notwendig hält (siehe auch Verkehrspolitik, Verkehrsplanung, Netzdichte). 
Im engeren Sinn liegen Lücken beispielsweise vor bei nicht komplett geschlossenen Ringstraßen oder nicht durchgehend ausgebauten Autobahnen, die ein vorübergehendes Wechseln auf nachrangige Straßen wie Bundes- oder Landstraßen erfordern. Auch ein Teilstück, das nicht den Ausbauzustand der restlichen Strecke aufweist, kann als Lücke bezeichnet werden. Bei großen Bauprojekten, die aufgeteilt in mehreren Abschnitten erfolgen, sind solche Lücken konzeptionell bedingt. Natürliche Hindernisse begünstigen Lücken im Verkehrsnetz; sie können oft nur durch aufwändige Brücken- oder Tunnelbauwerke geschlossen werden. Teilweise sind Lücken im Verkehrsnetz auch auf (frühere) Grenzverläufe zurückzuführen. Wenn sich der Grenzverlauf ändert oder die Grenze einfacher passierbar wird (zum Beispiel im Zuge der europäischen Einigung) wird der Neubau von Verkehrsverbindungen nötig. Ein Beispiel hierfür sind die Verkehrsprojekte Deutsche Einheit (siehe unten).
Im Eisenbahnwesen wird unter einem Lückenschluss das Herstellen eines durchgehenden Gleises auf einer Neubaustrecke verstanden. Oftmals wird das letzte Gleisstück im Rahmen eines Festaktes von Ehrengästen eingesetzt.
Im Zuge der Deutschen Wiedervereinigung wurden ab 1990 eine Reihe von Lücken im Schienennetz zwischen den beiden zuvor getrennten Staaten geschlossen. Am 3. Mai 1990 vereinbarten die Verkehrsminister der beiden deutschen Staaten dazu ein Lückenschlussprogramm.